# Jean François Porchez
Jean François Porchez (Pariz, 4. prosinca 1964.) francuski je grafički dizajner i tipograf.

## Životopis
Porchez je rođen i odrastao u Parizu. Školovao se za grafičkog dizajnera, ali kasnije se posvetio tipografiji. Kao umjetnički direktor specijaliziran za tipografiju radio je u dizajnerskoj tvrtci "Dragon Rouge", a kasnije u pariškom dnevnom listu Le Monde.
Osnivač je digitalne slovolivnice "Typofonderie" (1994.) i tipografski direktor studija "ZeCraft", posvećenog dizajniranju logotipa i slova za posebne namjene. Surađivao je i dizajnirao za razne tvrtke i pojedince (Le Monde, "Louis Vuitton", "Yves Saint Laurent Beauty", Beyoncé Knowles i druge). 
Od 2012. godine predaje tipografske kolegije na visokim školama i sveučilišima u Francuskoj, Ujedinjenom Kraljevstvu i SAD-u, a tipografske radionice održava diljem svijeta. Jedan je od osnivača francuskog tipografskog društva "Le Typographe" 2003. godine, te pokretača tipografske radionice "Type@Paris" 2015. godine.

## Djela
Porchez je uz dizajnerski tipografski rad objavio i nekoliko naslova o tipografiji.
- Lettres françaises (1998.)
- Multi Typo 98 (1998.)
- Le Typographe (2003.)

## Nagrade i priznanja
Porchez je počasni predsjednik Međunarodnog udruženja tipografa (Atypl). Za svoj rad primio je više nagrada, od kojih su najznačajnije Nagrada "Charles Peignot" iz 1998. godine, te dodijeljeni naslov "Viteza u Redu umjetnosti i pisma" francuskog ministarstva kulture iz 2015. godine.

## Vanjske poveznice
Mrežna mjesta
- www.porchez.com, osobne stranice Jeana Françoisa Porcheza (fr.) (engl.)
- Typofonderie (fr.) (engl.)
- ZeCraft (engl.)
- Type@Paris (engl.)